# 小金井 (下野市)
小金井（こがねい）は栃木県下野市の地名。丁番なしの小金井および小金井一～六丁目が設定されている（住居表示は未実施）。下野市役所国分寺庁舎が所在する市の行政の中心地であり、江戸時代には日光街道小金井宿が位置していた地域である。

## 地理
下野市南部の一区域で、姿川左岸の台地上に位置する。大字の小金井としての区域は南北に長く、下野市役所国分寺庁舎やJR小金井駅がある小金井の南部区域からJR自治医大駅の西側および国道4号祇園原交差点近辺までの地域にまで相当する。北は下大領・下石橋・東前原・中大領・石橋、東は薬師寺・笹原・医大前一丁目・医大前四丁目・緑一丁目・緑二丁目・柴・駅東三丁目・駅東一丁目、南から西にかけては川中子、西では箕輪と接する。このうち東に隣接する笹原とは境界が入り組み複雑になっている箇所が存在する。
JR宇都宮線（東北線）および国道4号（日光街道）が中心部を南北に通過している。小金井駅の北にはJR東日本小山車両センターが所在し、小金井駅はJR宇都宮線の重要な運行拠点となっている。
元は米・麦およびかんぴょうなどを生産する農業地帯であったが、戦後は主に国道4号沿いに国鉄東北本線小金井駅を利用する通勤利用客が増加、駅周辺を中心にして宅地化が進行した。小金井のうち旧宿場町付近は南側より「下町」「仲町」「上町」と呼ばれており、それぞれに公民館がある。

## 歴史
江戸初期より以前は「金井村」と称していた。この頃は現在の小金井の中心部より西に集落を形成していたが、慶長9年に集落が移転する際に「小」を付し小金井の名前になった。都賀郡小金井村は前述の通り日光街道の宿場町であるが、日光街道が整備される以前より鎌倉街道中道の宿場町であった。小金井の宿場町は現在の小金井駅前交差点から小金井北交差点にかけての国道4号沿いに形成されており、小金井四丁目には一里塚が残っている。
小金井は当初は壬生藩領、その後、下総佐倉藩、幕府領と所属を変え、最終的に再度佐倉藩の管轄下となった。1878年（明治11年）には都賀郡の分割により下都賀郡の所属に変更、1889年（明治22年）には町村制施行により国分寺村の大字となった。

### 沿革
- 1889年（明治22年）4月1日 - 町村制施行。小金井村は柴村・川中子村・国分村・箕輪村・笹原新田と合併し国分寺村成立。小金井村は国分寺村大字小金井となる。
- 1951年（昭和26年） - 大字小金井に日本麦芽工業（現・アサヒビールモルト）小金井工場が開業。
- 1954年（昭和29年）4月1日 - 国分寺村が町制施行し、国分寺小金井町となる。国分寺村大字小金井は国分寺小金井町大字小金井となる。
- 1954年（昭和29年）4月29日 - 国分寺小金井町が国分寺町に改称。国分寺小金井町大字小金井は国分寺町大字小金井となる。
- 1977年（昭和52年） - 小金井駅東土地区画整理事業に伴う住居表示実施により大字小金井のうち小金井駅東側の区域が大字柴の一部と合わせ駅東一-七丁目となる。[3]
- 1997年（平成9年）6月27日 - 小金井駅西・北部土地区画整理事業による換地処分告示。翌28日より大字小金井の一部区域が小金井一・二・四丁目となる[4]。
- 2004年（平成16年）3月5日 - 小金井駅西・南部土地区画整理事業による換地処分告示。翌6日より大字小金井の一部区域が小金井一-六丁目となる。
- 2006年（平成18年）1月10日 - 国分寺町が石橋町・河内郡南河内町とが合併し下野市が発足。同日国分寺町は廃止。国分寺町大字小金井および小金井一-六丁目は下野市小金井（「大字」の表記廃止）・小金井一-六丁目となる[5]。

## 世帯数と人口
2017年（平成29年）7月31日現在の世帯数と人口は以下の通りである。
| 丁目・大字   | 世帯数    | 人口    |
| ------------ | --------- | ------- |
| 小金井一丁目 | 413世帯   | 1,094人 |
| 小金井二丁目 | 225世帯   | 629人   |
| 小金井三丁目 | 219世帯   | 631人   |
| 小金井四丁目 | 236世帯   | 615人   |
| 小金井五丁目 | 271世帯   | 739人   |
| 小金井六丁目 | 217世帯   | 585人   |
| 小金井       | 1,094世帯 | 2,755人 |
| 計           | 2,675世帯 | 7,048人 |

## 交通

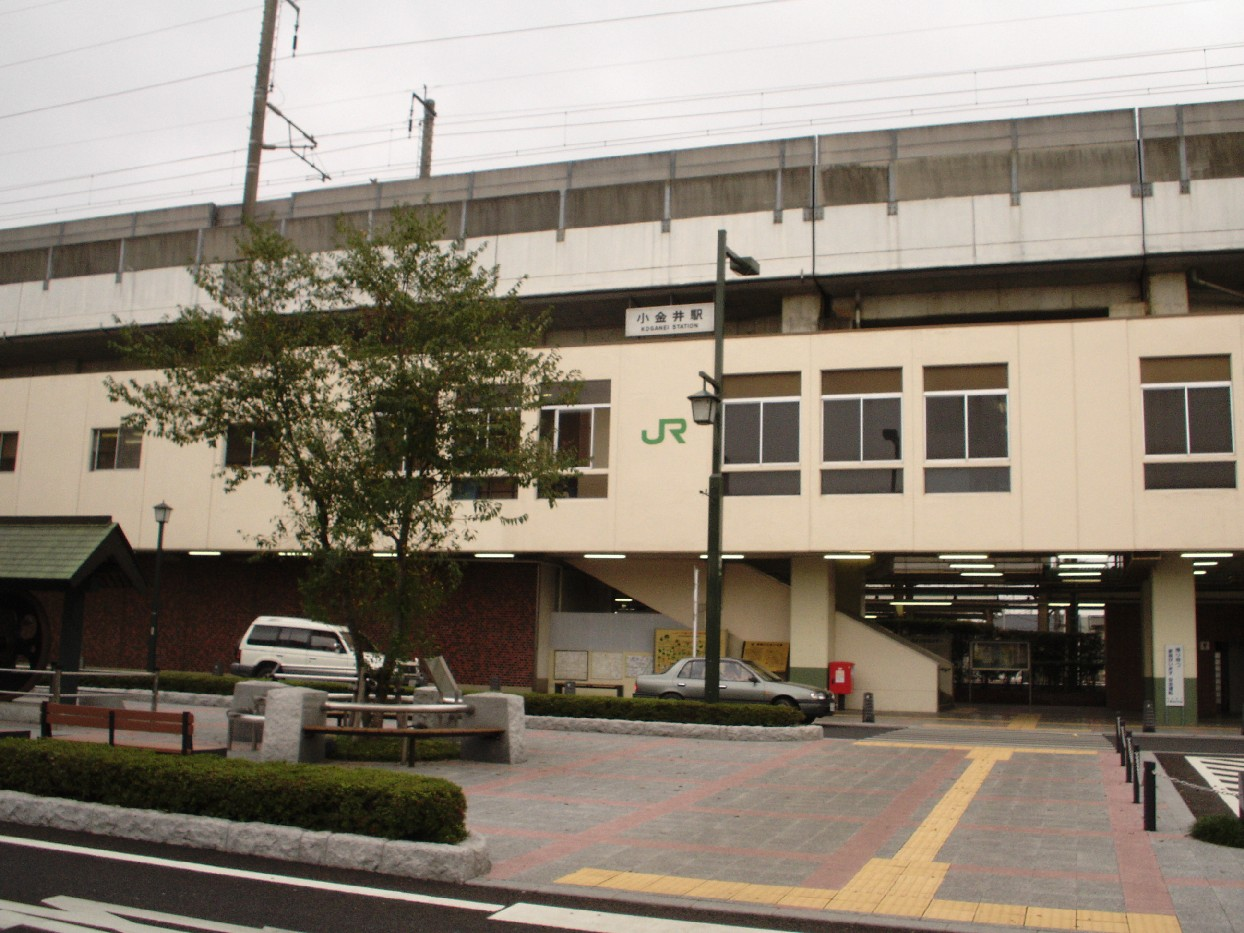
小金井駅西口

### 鉄道
- 東日本旅客鉄道（JR東日本）：小金井駅
  - ■宇都宮線（東北線）

### 道路
- 国道4号（日光街道）：南北に通過する。北は宇都宮市方面、南は小山市方面へ連絡する。
- 栃木県道44号栃木二宮線：国道4号「小金井北」交差点から西方面へ、および同線「川中子」交差点から東方面へ延びる。小金井北交差点から川中子交差点までの区間は国道4号との重用区間扱いとなる。西は栃木市方面、東は真岡市久下田方面へ連絡する。
- 栃木県道104号小金井停車場線：国道4号「小金井駅前」交差点から小金井駅西口までを結ぶ路線。
- 栃木県道183号下野壬生線：小金井地域の北側を通過する。起点は笹原地内にある国道4号「笹原(北)」交差点。西は壬生町方面へ連絡。

### 路線バス
昭和期は関東自動車により宇都宮市・小山市方面へ向かう長距離系統が運行されていたが現在は廃止されている。現在は小山市コミュニティバス「おーバス」羽川線が小金井駅西口に乗り入れている。これ以外の区域については市のデマンドバスの利用となる。

## 施設・寺社

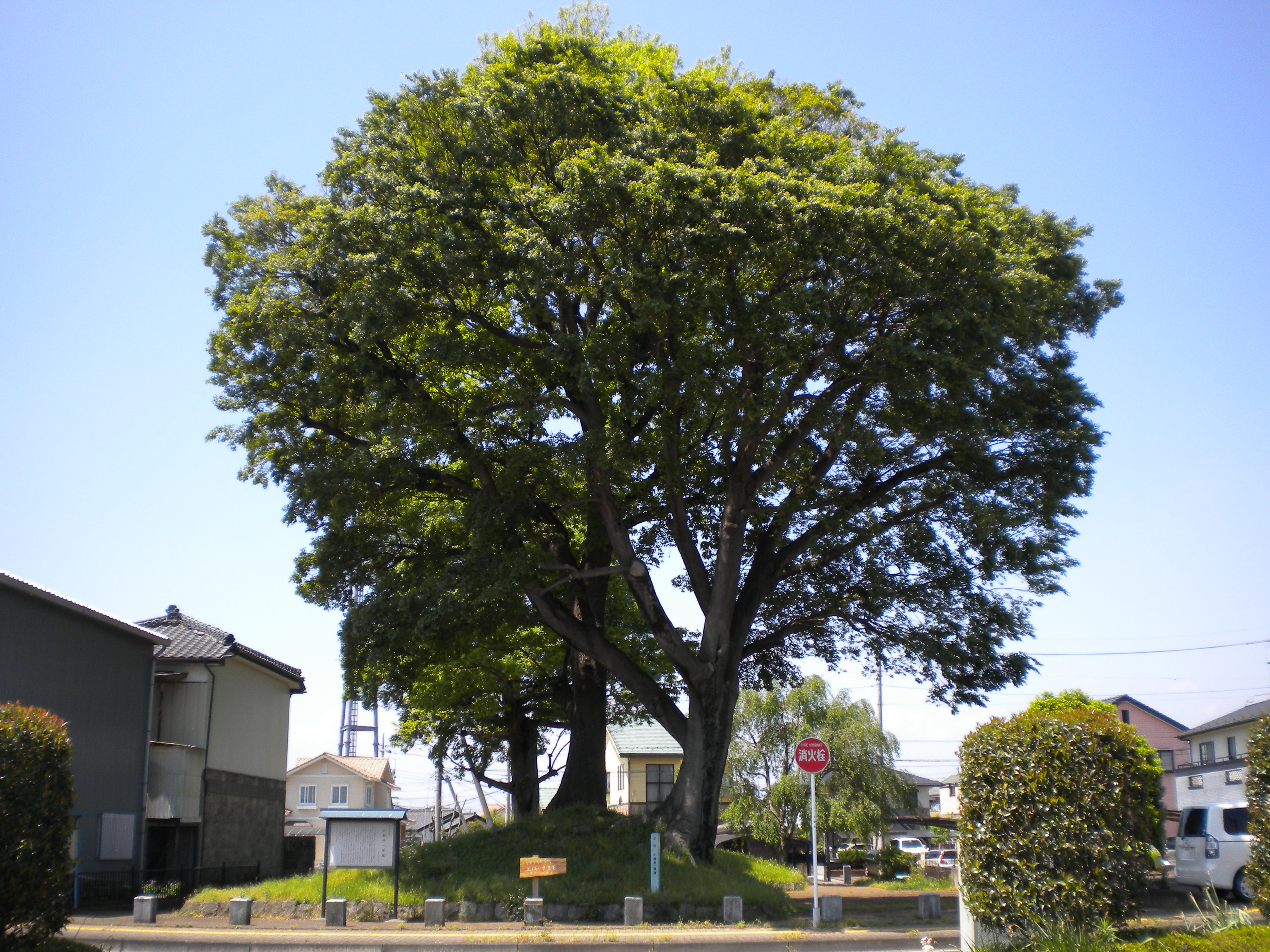
小金井一里塚

### 行政
- 下野市役所国分寺庁舎
- 保健福祉センターゆうゆう館

### 教育
- 下野市立国分寺中学校
- 下野市立国分寺小学校

### 公共施設
- 国分寺運動公園
- 下野市国分寺公民館

### 企業
- アサヒビールモルト（旧・日本麦芽工業）小金井工場
- 共栄製袋小金井工場

### 寺社・史跡
- 小金井一里塚
- 慈眼寺
- 金井神社
- 蓮行寺
- 河越大越神社